# Rachias aureus
Espèce
Synonymes
- Petropolisia aurea Mello-Leitão, 1920

Rachias aureus est une espèce d'araignées mygalomorphes de la famille des Pycnothelidae.

## Distribution
Cette espèce est endémique de l'État de Rio de Janeiro au Brésil,. Elle se rencontre vers Petrópolis.

## Description
La femelle holotype mesure 32,5 mm.

## Systématique et taxinomie
Cette espèce a été décrite sous le protonyme Petropolisia aurea par Mello-Leitão en 1920. Elle est placée dans le genre Pselligmus par Raven en 1985 puis dans le genre Rachias par Goloboff en 1995.

## Publication originale
- Mello-Leitão, 1920 : « Tetrapneumones trionychias novas do Brasil. » Revista Sciencias, vol. 4, p. 58-60.